# Coria Club de Fútbol
El Coria Club de Fútbol es un equipo de fútbol profesional, natural de Coria del Río (Sevilla). Fundado en 1923, actualmente juega en la Tercera Federación (Grupo X). Disputa sus partidos como local en el Estadio Guadalquivir, con capacidad para 6000 personas y ubicado en Coria del Río, a orillas del río Guadalquivir.

## Historia
El Coria CF nació en 1923 y disputó su primer partido el 25 de marzo del mismo año con victoria ante el Fabié de Sevilla. Con el paso del tiempo, el equipo se convertiría en el principal club de la localidad de Coria del Río. En 1925 el equipo se federa, debutando en divisiones regionales y tuvo una directiva unificada con Florencio Peña Luna como primer presidente del club. Además, el club comenzaría a vencer en torneos menores y a jugar ediciones de la Copa de Andalucía.
Con la guerra civil española, el equipo sufre un parón volviendo a funcionar en 1940. En sus primeros años se consolida como un equipo de canteranos y futuros jugadores de categorías superiores del fútbol andaluz, y muchos de los jugadores del equipo pasarían a formar parte de equipos superiores como el Real Betis Balompié o el Sevilla FC, con ejemplos como Rogelio o Manolo Cardo. En 1943 el equipo logra una hazaña al ascender, por primera vez en su historia, a la Tercera División Española, permaneciendo hasta 1948, y obtuvo un mayor apoyo de las instituciones políticas locales. Volverían a la categoría de 1955 a 1968, oscilando en las posiciones altas de la tabla.
En 1980 el club regresa a Tercera División y se mantendría de forma definiitva durante 20 años con varias posiciones irregulares. Finalmente, en la temporada 1998-99, el club lograría ascender, por primera vez en su historia, a Segunda División B al terminar tercero en la liga regular y vencer en el grupo por el ascenso al Tomelloso, Mérida Promesas y Polideportivo Ejido.
En Segunda B el equipo permaneció durante tres temporadas llegando incluso a alcanzar la sexta posición en 2001, pero terminaron descendiendo en 2002. El club no supo reponerse y bajó incluso a Preferente en 2006, pero regresó a Tercera División en 2008, en un encuentro no exento de polémica ante el Chiclana CF, con el objetivo de consolidarse otra vez en la categoría dirigido por Juan Carlos Álvarez, exentrenador del Sevilla B.
En la temporada 2011-12, el Coria C.F. jugó por cuarta vez en su historia una liguilla de ascenso. Eliminó en la primera ronda al Real Avilés, en la segunda ronda eliminó al R. Valladolid B, y en el último partido, cayó frente al F.C. Fuenlabrada. A la temporada siguiente, 2012-13, el equipo ribereño jugó otra liguilla de ascenso eliminando en la primera ronda al C.D. Calahorra y cayendo eliminado en el segundo partido frente a la U.D. Poblense.
En la temporada 2020/21, año en el que se reestructura la Ligas españolas desciende a la División de Honor Andaluza tras quedar sexto en el grupo de descenso.

## Palmarés

### Trofeos oficiales
- División de Honor Andaluza (1): 2021-22.
- Copa RFEF (Fase autonómica de Andalucía Occidental y Ceuta) (1): 2012-13.

## Jugadores

### Jugadores destacados
- Petete
- xxdiavloxx
- Quinichi
- Manuel Ruiz Sosa
- Rafael Toro Alfaro

## Estadio
El Coria juega sus partidos como local en el Estadio Guadalquivir, con capacidad para 86000 personas y césped natural hecho por el pulido y el cabeza y las tostas las pone el tajito.

## Datos del club
- Temporadas en 2ª: 87
- Temporadas en 2ªB: 3
- Temporadas en 3ª: 43
- Mejor puesto en la liga: 6.º (2.ªB, 2000-01)
- Peor puesto en la liga: 19.º (3.ª, 2005-06)